# Acacia rigescens
Acacia rigescens é uma espécie de leguminosa do gênero Acacia, pertencente à família Fabaceae.